# (100338) 1995 ST39
(100338) 1995 ST39 es un asteroide perteneciente al cinturón de asteroides, descubierto el 25 de septiembre de 1995 por el equipo del Spacewatch desde el Observatorio Nacional de Kitt Peak, Arizona, Estados Unidos.

## Designación y nombre
Designado provisionalmente como 1995 ST39.

## Características orbitales
1995 ST39 está situado a una distancia media del Sol de 2,920 ua, pudiendo alejarse hasta 3,159 ua y acercarse hasta 2,681 ua. Su excentricidad es 0,081 y la inclinación orbital 10,63 grados. Emplea 1823 días en completar una órbita alrededor del Sol.

## Características físicas
La magnitud absoluta de 1995 ST39 es 15,2.